# Владичний двір

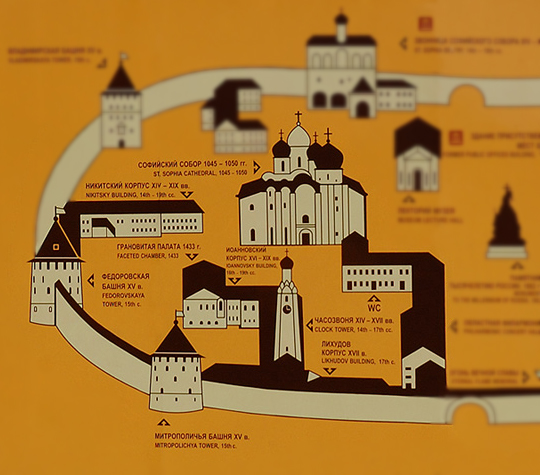
Владичний двір. Фрагмент плану Дитинця

Владичний двір (рос. Владычный двор) — найдавніша частина новгородського кремля. Саме звідси, на думку В. Л. Яніна і Е. А. Гордієнко, починалася міська фортеця — Дитинець.

## Розташування
Владичний двір розташований в північно-західній частині Новгородського кремля.

## Історія

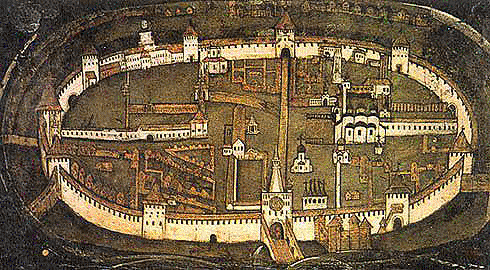
Фрагмент Михайлівської ікони «Знамення Божої Матері», кінця XVII століття з зображеним на ній Новгородським Дитинцем

### Початок будівництва
Перший єпископ, Іоаким Корсунянин (989—1030 рр.), з ім'ям якого пов'язано встановлення християнства в Новгороді наприкінці X століття, зайняв для свого двору невеликий острів. Межі острівця визначалися двома рукавами припливу Волхов. Один рукав огинав острів з північної сторони. При розкопках М. X. Алешковського 1957 і 1959 рр. на північний захід від Володимирської вежі був зафіксований «природний обрив», ймовірно схил русла цього струмка. Інший рукав протікав з південного заходу від Златоустівської вежі на північний схід до Володимирської вежі. Його північний схил був виявлений розкопками 1970 Р. М. Штендера і Б. Д. Ершевского у південній частині Нікітського корпусу.
Ця невелика, природно захищена територія, повинна була відповідати вимогам укріпленого Владичного двору. Від міського населення крім водних перешкод його відгороджували кріпосні стіни. Їх конструкції були виявлені з півночі від Нікітського корпусу.
На долю Іоакима випали суворі роки становлення нової релігії, впровадження її в язичницькі племена, ворожі до абстрактних символів християнського єдинобожжя.

### Будівництво Софійського собору

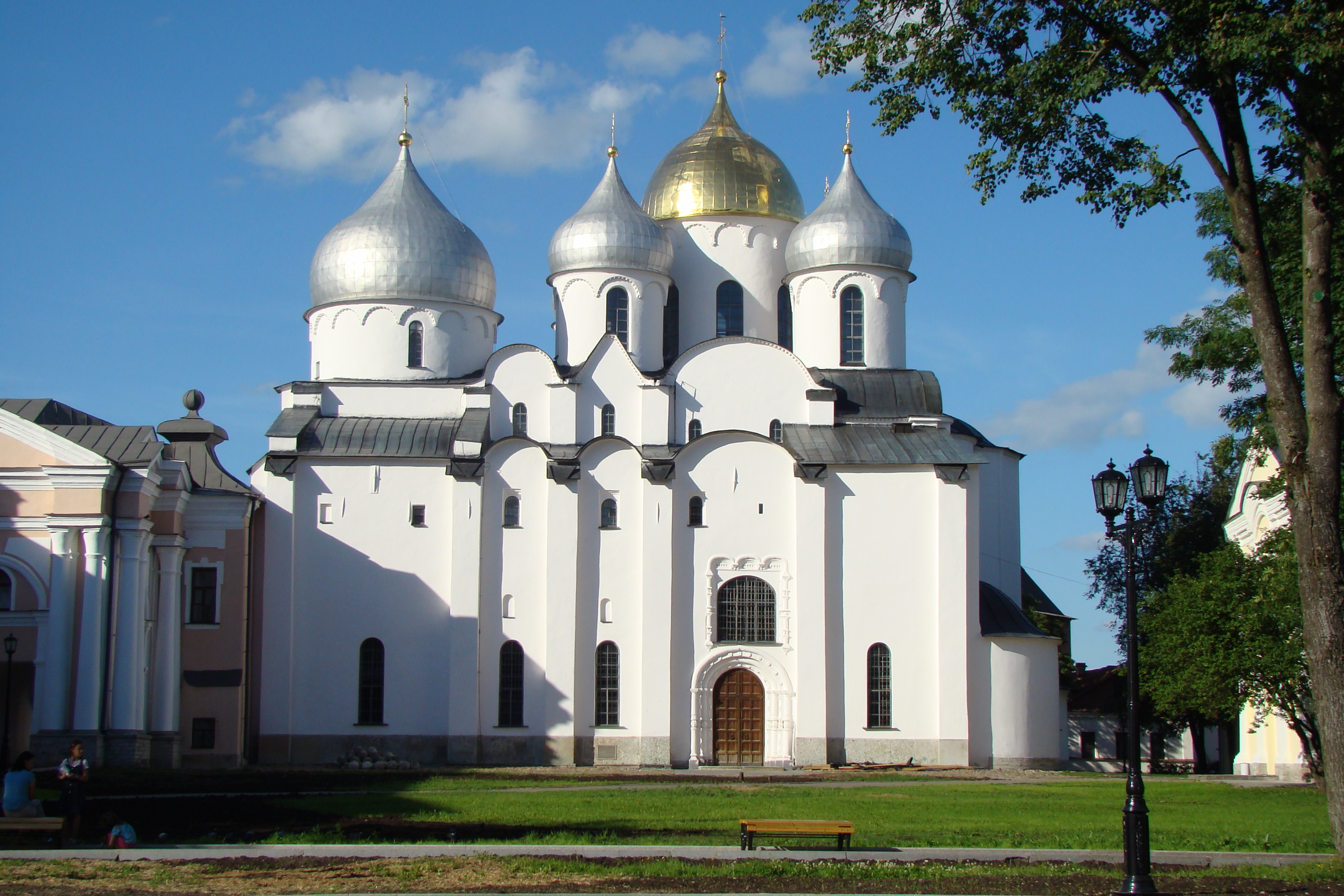
Софійський собор (1045-1050 рр..)

Незабаром після смерті Іоакима знадобився такий грандіозний храм, яким став кам'яний Софійський собор. З його будівництвом зруйнували стару церкву Іоакима і Анни, використавши її різьблені камені в якості вторинного матеріалу для кладки стін нового храму. Кам'яний, грандіозний за масштабами, храм заклали в безпосередній близькості від Владичного двору, для чого знадобилося осушити русло струмка. На його кромку припала північна стіна Софійського собору, часті обвалення якої були, мабуть, наслідком цього непродуманого в конструктивному відношенні кроку.
Єпископ Лука Жидята (1036—1061) не займався безпосередньо влаштуванням власного двору. Всі сили і кошти йшли на спорудження Софійського собору, навколо якого природно розширювалася і територія Владичного двору. Всі ці роботи здійснювалися за князя Володимира Ярославича з 1044 по 1050 рр.
Багато століть Владичний двір залишався фортецею у фортеці, державою в державі та явно або приховано протистояв князівському дому. Включаючи у свою територію Софійський собор, символ самостійності Новгорода, Архієрейський будинок і сам усвідомлював себе уособленням вищої влади, захищеної заступництвом Богоматері і Софії Премудрості Божої.

### Грановита (Владична) палата

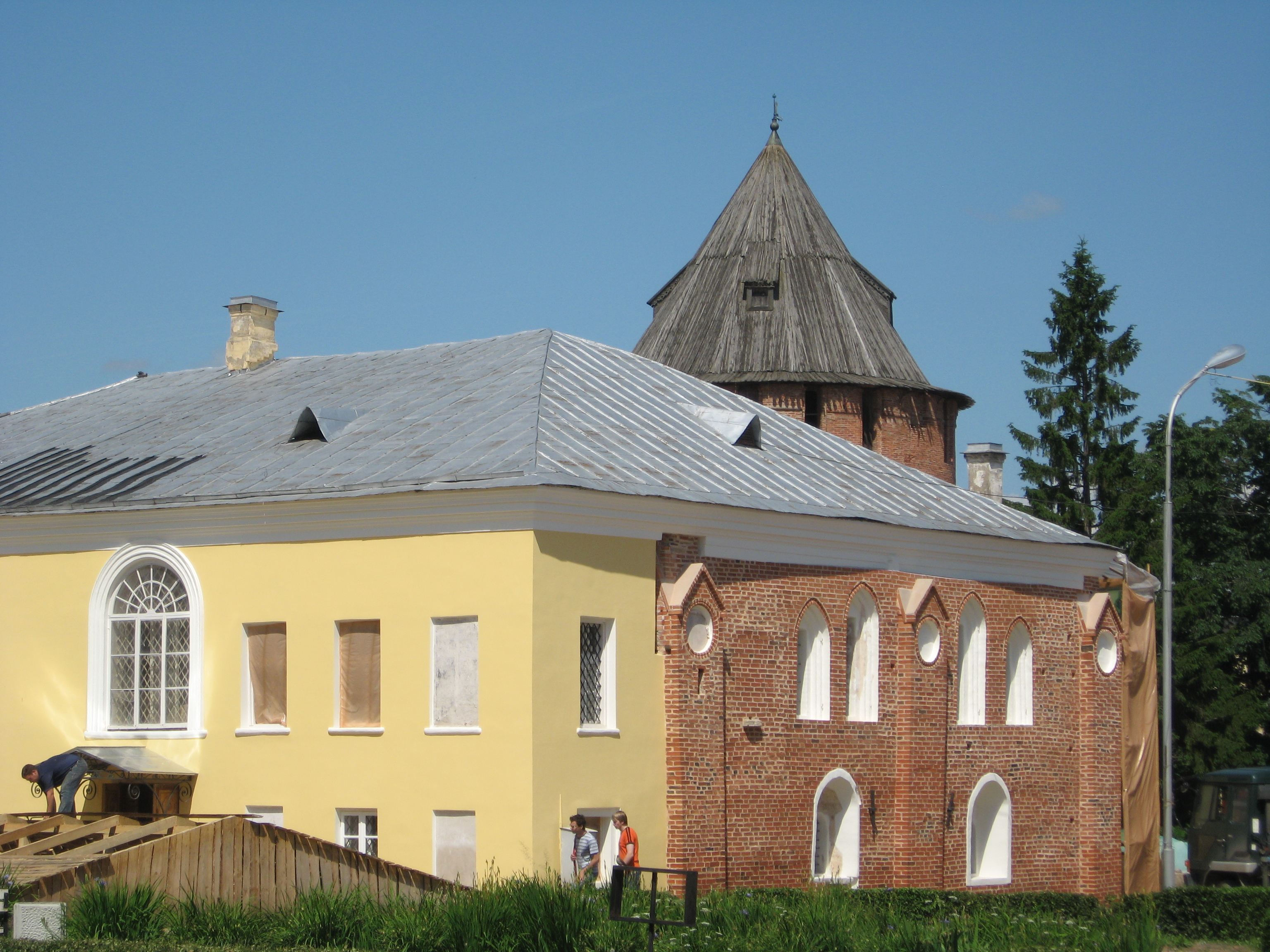
Фасади Владичної палати в ході реставраційних робіт. Липень 2009 року.

Майже кожен владика що-небудь будував на своєму подвір'ї. Вони руйнували старі споруди, змінювали їх вигляд, надбудовували, оточували додатковими конструкціями. Найчастіше відновлення відбувалися на старій основі, і колишні будівлі, розширені і упорядковані, продовжували виконувати свої функції.
Найбільше будівництво на території Владичного двору проводилося при Євфімії II, колишньому новгородському архієпископі з 1429 за 1458 рр. Більшу частину нинішньої території двору займає складний комплекс різночасних і різнохарактерних споруд, основу яких заклав у XV столітті Євфимій. Цей енергійний і діяльний глава новгородської церкви був затятим противником приєднання Новгорода до Москви.

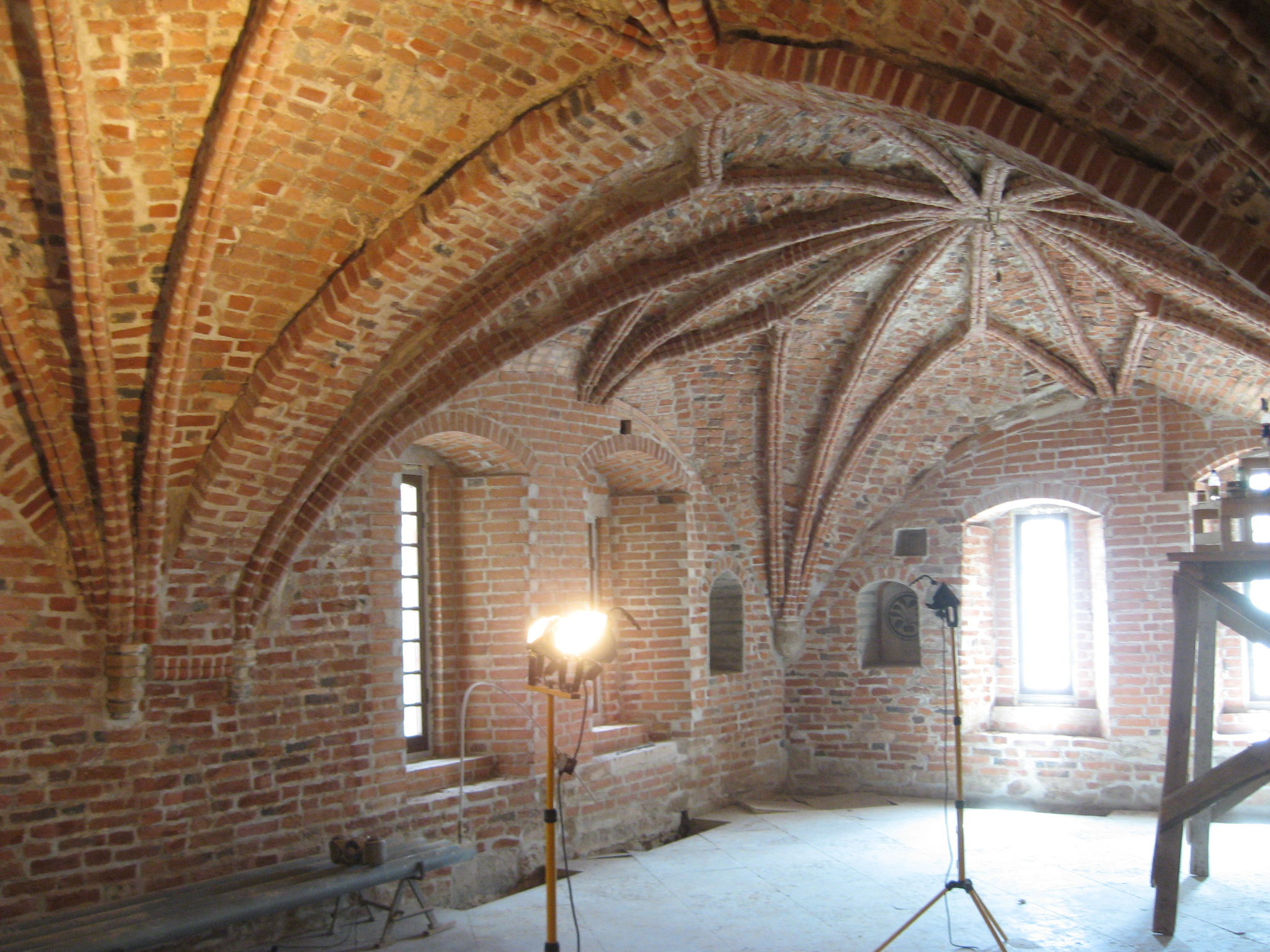
Головний зал Владичної палати.

Згідно з літописом, в 1433 році він поставив «полату в дворе у себе, а дверий у ней 30: а мастера делале немечкыи, из Заморья, с новгородскыми мастеры». Грановита (Владична) палата — це єдиний в Росії пам'ятник цивільної архітектури, виконаний в готичному стилі. Парадний зал на другому поверсі, що дав назву всій споруді, зберігся до нашого часу майже без змін. У палаті відбувались урочисті прийоми, тут же засідала боярська Рада панів. Згідно з літописом, за наказом архієпископа в 1436 році на парадному фасаді Грановитої палати було встановлено годинник, який регулярно відбивав час.

### Часозвони і Архієпископський палац

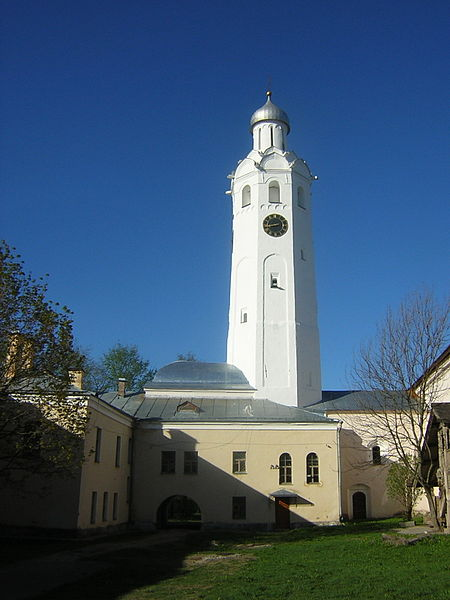
Часозвоня. Вигляд з північної сторони

Під 1450 роком літопис Авраамки повідомляє: «Почалъ владыка Еуфимий Детинець покрипливати, и поставилъ на городе часозвонъ». «Часозвоня» Єфимії — восьмигранний стовп, що розширюється донизу, з прольотами вгорі, збудований в якості дозорної башти («сторожни») Владичного двору і пізніше, на який були перенесені годинник з Грановитої палати. Вежа зруйнувалася в XVII столітті і її замінила нині діюча часозвоня. Літописна звістка, швидше за все, відноситься до перебудови кам'яних укріплень, зведених навколо найдавнішої фортеці — Владичного двору. Р. М. Штендер вважав, що Владичний двір ще до кінця XV ст. мав кам'яні кріпосні стіни і башти. На його думку, дві круглі кремлівські вежі — Митрополича і Федоровська, сильно відрізняються від інших веж Дитинця, задумані і споруджені Євфимієм як складова частина Архієпископського палацу.
Палац був побудований єпископом Євфимієм у 1430-х роках і тягнувся вздовж всієї стіни Дитинця від Нікітського корпусу за Митрополичу вежу. До наших днів палац не зберігся, і уявлення про нього складається лише на підставі археологічних розкопок. За Митрополичою вежею будівля палацу закінчувалася. Зараз його нижній поверх знаходиться в складі збереженої будівлі XVII століття, в якій раніше розміщувалися Судний і Духовний прикази новгородських митрополитів.
З півдня ця будівля примикає до так званого Ліхудова корпуса. Він побудований в XV столітті і перебудований на початку XVIII століття для слов'яно-грецької школи, яка відкрилася в 1706 році. У цій школі викладали брати Іоанникій і Софроній Ліхуди, які і були засновниками Московської слов'яно-греко-латинської академії.

### Нікітський корпус
Цивільна будівля, розташована на території Новгородського Кремля, відома в XIX—XX ст. як Нікітський корпус, має складну історію, тісно пов'язану з історією всієї єпископської резиденції — Владичного двору. Найменування Нікітського корпусу передбачає віднесення хоча б якоїсь його частини до часів єпископа Микити, тобто до початку XII століття. Проте, ніяких слідів Нікітських палат XII століття і ранніх згадок немає, якщо не вважати залишків кладки XII століття, знайдених Р. М. Спотикачем у західній третини північної стіни Софійського собору в північно-західному напрямку, про які, однак, не можна з упевненістю сказати залишки це контрфорсів собору або, може бути, стародавньої будівлі, що примикала до західної стіни собору — стародавнього Нікітського корпусу. Можливо, що до 1350 року будівля Нікітських палат була єдиним цивільним спорудженням на території Владичного двору.
Крім того, на території Владичного двору збереглася надбрамна церква Сергія Радонезького. Вона була побудована в 1463 році при архієпископі Іоні, який був прихильником приєднання Новгорода до Московського князівства. Саме тому він і назвав церкву ім'ям московського святого. Всередині неї збереглося кілька фресок XV століття на тему житія Сергія Радонезького.

### Митрополичі покої і Єпархіальний будинок
Остання за часом споруда Владичного двору — Будинок Митрополичих покоїв. Побудовано в першій третині XVIII століття. Кам'яна будівля починалося від Воскресенських воріт Кремля і, повторюючи конфігурацію колишньої дерев'яної стіни, продовжувалась до Софійського собору. У 1775—1780 рр., при митрополиті Гавриїлі, корпус капітально перебудовується у формах раннього класицизму. У 1911—1912 рр. при митрополиті Арсенії західну одноповерхову частину будівлі розібрано і на її місці споруджено величезний триповерховий Єпархіальний будинок. Будівля Митрополичих покоїв за своїм прямим призначенням використовувалася епізодично, оскільки митрополити більшу частину часу проводили в Санкт-Петербурзі і Москві. Будівля також призначалася для проживання знаменитих персон: тут зупинялися велика княгиня Катерина Павлівна, княгиня Олександра Федорівна, імператори Олександр I, Микола I та ін.